# Günther von Bresler
Günther von Bresler (* 28. November 1867 in Zeitz; † 1946) war ein preußischer Generalmajor.

## Leben

### Herkunft
Günther war ein Sohn preußischen Hauptmanns Guido von Bresler (1818–1889) und dessen zweiter Ehefrau Elise, geborene Mengerßen (* 1840). Sein Großvater war der preußische Generalleutnant Ernst von Breßler und mütterlicherseits stammte er aus einer Großkaufmannsfamilie aus der Messestadt Leipzig.

### Militärkarriere
Nach seiner Erziehung im elterlichen Hause sowie dem Besuch der Gymnasien in Dresden und Kösen trat Bresler am 25. September 1886 in das 2. Leib-Husaren-Regiment Nr. 2 der Preußischen Armee ein und avancierte bis Mitte Januar 1888 zum Sekondeleutnant. Er stieg Anfang September 1896 zum Premierleutnant auf und war ab Ende Januar 1900 als Adjutant der 28. Kavallerie-Brigade kommandiert. Unter Belassung in diesem Kommando wurde Bresler mit der Beförderung zum Rittmeister am 18. Januar 1901 in das Husaren-Regiment „Graf Goetzen“ (2. Schlesisches) Nr. 6 versetzt. Unter Entbindung von seinem Kommando erfolgte am 20. Juli 1904 die Ernennung zum Eskadronchef im Husaren-Regiment „König Humbert von Italien“ (1. Kurhessisches) Nr. 13. Daran schloss sich Mitte Oktober 1907 eine Verwendung als Adjutant beim Generalkommando des V. Armee-Korps in Posen an. Am 27. Januar 1909 wurde er zum Major befördert und 1912 zum Stab des 1. Badischen Leib-Dragoner-Regiments Nr. 20 nach Karlsruhe versetzt.
Nach dem Beginn des Ersten Weltkriegs erfolgte am 20. August 1914 seine Beförderung zum Oberstleutnant und als Oberst war Bresler Kommandeur der 10. Landwehr-Infanterie-Brigade. In Genehmigung seines Abschiedsgesuches wurde er nach Kriegsende am 7. August 1919  mit der gesetzlichen Pension und dem Charakter als Generalmajor zur Disposition gestellt.

### Familie
Günther von Bresler heiratete am 9. Oktober 1897 in Düsseldorf Elfriede Miketta (* 1877), die Tochter von Franz Miketta (1848–1912), Oberst und Kommandeur des 2. Westfälischen Husaren-Regiments Nr. 11. Aus der Ehe ging der Sohn Fürchtegott-Guido (* 1898) hervor.